# Нация на исляма
„Нация на исляма“ (на английски: Nation of Islam) е афроамериканско политическо и ново религиозно движение, основано в Детройт, САЩ от Уолъс Фард Мухамад на 4 юли 1930 г. То цели подобряване на духовните, социалните и икономическите условия за афроамериканците. Критиците на движението описват теологията на организацията като поощряваща антисемитизма, анти-ЛГБТ реториката, расовия сепаратизъм и черния национализъм.
Южният център за правна защита на бедните счита Нацията на исляма за група на омразата, тъй като проповядва „изначално черно превъзходство над белите“. Официален вестник на организацията е The Final Call. Към 2007 г. активните членове на групировката са оценени на между 20 и 50 хиляди души.
Фард изчезва през юни 1934 г. Наследникът му, Елайджа Мухамад, създава джамии, мюсюлманско училище, ферми и други холдинги в САЩ и в чужбина. Нация на исляма се превръща в силен застъпник за бизнеса на афроамериканците. Елайджа Мухамад свързва мюсюлманските вярвания и практики с мит, който е създаден специално за афроамериканците, твърдейки, че бялата раса е била създадена от чернокожия учен Якуб, а времето ѝ е изтекло през 1914 г. Освен това той насърчава последователите си да се откажат от „робските“ си имена в полза на мюсюлмански такива или да поставят „X“ в имената си, което означава, че те са загубили робската си самоличност и не знаят истинските си имена.
По време на ръководството на Елайджа Мухамад, в организацията настъпват поредица разцепления. Най-известното от тях е заминаването на висшия функционер Малкълм Екс, който става сунитски мюсюлманин. Самият той е убит от трима членове на Нация на исляма през 1965 г. След като Елайджа Мухамад умира през 1975 г., синът му, Уарит Дийн Мохамед, променя името на организацията на „Световна общност на исляма на запад“ (и още два пъти след това), като се опитва да приеме общоприетата сунитска идеология. Следващите години на организацията са белязани от насилие между членовете ѝ.
През 1977 г. Луис Фарахан отхвърля лидерството на Уарит Дийн Мохамед и възстановява първоначалния модел на Нация на исляма. Той установява щаб-квартирата на организацията в джамията Марям в Чикаго, Илинойс. След 2010 г. членовете на организацията са силно поощрявани да изучават дианетика, като от Нация на исляма твърдят, че са обучили 1055 одитора.